# جوانا كارينغتون
جوانا كارينغتون (بالإنجليزية: Joanna Carrington)‏ هي فنانة بريطانية، ولدت في 6 نوفمبر 1931، وتوفيت في 13 نوفمبر 2003.